# Jan Moedwil
Jan Moedwil, pseudonyme de Fernand ou Nand Geersens né à Borgerhout, le 21 octobre 1895, mort à Ixelles, le 9 février 1959 était durant la Seconde Guerre mondiale la voix de Radio Belgïe qui émettait depuis Londres. Fernand Geersens était le rédacteur en chef de Boek en kunst et depuis 1930, il assumait une charge de cours à La Cambre à Bruxelles. Il était particulièrement actif au sein d'associations libérales et assurait la présidence du Liberale Vlaamschen Bond .  En 1936, Geersens entre au service de l'INR mais, à cette époque, au service comptabilité.

## Exil à Londres
À l'initiative du gouvernement belge en exil, Radio Belgique commence à émettre depuis Londres en septembre 1940. La radio dépend du service européen de la BBC. Devenu journaliste attitré de Radio Belgïe, Jan moedwil n'avait pas son pareil pour soutenir le moral des Belges sous l'occupation tout comme son homologue francophone: Victor de Laveleye.
La première émission fut diffusée le 28 septembre 1940 et la dernière, le 16 septembre 1944 tandis que la Belgique est libérée. Radio Belgique et Radio Belgïe connaissait un succès important en territoire occupé même si son écoute devait se faire en toute clandestinité. Son slogan, resté dans les annales, était: “Wij doen ons best, zonder er op te boffen, toch krijgen we ze wel, de moffen!” (Nous faisons de notre mieux, sans fanfaronnade, nous finirons par les avoir, les boches!).

## Reconnaissances
À l'issue de la guerre, Jan Moedwil fut fait officier de l'Ordre de Léopold en Belgique, commandeur de l'Ordre d'Orange-Nassau aux Pays-Bas et Officier honoraire de l'Ordre de l'Empire britannique en reconnaissance de son action durant l'occupation.